# Arum korolkowii
Arum korolkowii är en kallaväxtart som beskrevs av Eduard August von Regel. Arum korolkowii ingår i Munkhättesläktet och i familjen kallaväxter. Inga underarter finns listade.